# Saccohydra problematica
Saccohydra problematica is een hydroïdpoliep uit de familie NULL. De poliep komt uit het geslacht NULL (??). Saccohydra problematica werd in 1914 voor het eerst wetenschappelijk beschreven door Billard. 